# Teghazza

Routes commerciales transahariennes.

Teghazza (ou Taghâza) est une ancienne ville abandonnée de l'extrême nord du Mali, réputée au Moyen Âge pour ses salines.

## Histoire
Elle se situait sur l'Azalaï, la route du sel, qui reliait par caravane chamelière Tombouctou à Taoudeni. Elle fait une partie de la prospérité de l'Empire songhaï de Tombouctou et de Gao.
Vers 1068, Al-Bakri la suggère.
En 1275, Al-Qazwini l'évoque.
En 1352, Ibn Battûta y passe.
En 1375, l'Atlas catalan la situe.
Vers 1510, Léon l'Africain y séjourne trois jours.
En 1584-1585, les Marocains de la dynastie des Saadiens enlèvent Teghazza à la dynastie des Askia de l'Empire songhaï finissant, qui transfèrent l'extraction du sel à Taoudeni, plus au sud. Le site de Teghazza est abandonné par la suite.
Les ruines de la ville sont encore visibles quand René Caillié voyage vers Tombouctou, en 1828.
Théodore Monod décrit l'état des ruines en 1938.
Raymond Mauny, de l'Institut fondamental d'Afrique noire (IFAN, Dakar), en publie l'inventaire en 1961.